# Вакцинація проти COVID-19 у Камеруні
Вакцинація проти COVID-19 у Камеруні — це кампанія масової імунізації населення Камеруну проти COVID-19 під час пандемії коронавірусної хвороби. Вакцинальна кампанія в країні розпочалась 12 квітня 2021 року після отримання 200 тисяч доз вакцини Sinopharm BIBP, подарованої Китаєм. Станом на 14 червня 2021 року в країні було введено 89180 доз вакцини, однією дозою щеплено 72111 осіб, повністю вакциновано 17069 осіб.

## Хронологія
До кінця квітня 2021 року було введено 11616 доз вакцини.
До кінця травня 2021 року було введено 75215 доз вакцини.
До кінця червня 2021 року було введено 110324 дози вакцини.
До кінця липня 2021 року було введено 343657 доз вакцини.
До кінця серпня 2021 року було введено 426590 доз вакцини.
До кінця вересня 2021 року було введено 461201 дозу вакцини.
До кінця жовтня 2021 року було введено 503363 дози вакцини. 1 % цільового населення було повністю вакциновано.
До кінця листопада 2021 року було введено 923643 дози вакцини. 5 % цільового населення були повністю вакциновані.
До кінця грудня 2021 року було введено 1,02 мільйона доз вакцини. 6 % цільового населення були повністю вакциновані.
До кінця січня 2022 року було введено 1,02 мільйона доз вакцини. 6 % цільового населення були повністю вакциновані.
До кінця лютого 2022 року було введено 1,3 мільйона доз вакцини і повністю вакциновано 800 тисяч осіб.
До кінця березня 2022 року було введено 1,8 мільйона доз вакцини і повністю вакциновано 1,2 мільйона осіб.